# Entre Douro e Vouga
Entre Douro e Vouga és una subregió estadística portuguesa, part de la Regió Nord i de la Gran Àrea Metropolitana de Porto. Limita al nord amb Grande Porto i Tâmega, a l'est amb Dão-Lafões i al sud i a l'oest amb Baixo Vouga. Àrea: 859 km². Població (2001): 276.814.
Comprèn 5 concelhos:
- Arouca [vila]
- Oliveira de Azeméis [ciutat]
- Santa Maria da Feira [ciutat]
- São João da Madeira [ciutat]
- Vale de Cambra [ciutat]

## Altres ciutats
Fiaes i Lourosa (municipi de Santa Maria da Feira)